# Acer tetramerum
Acer tetramerum är en kinesträdsväxtart som beskrevs av Ferdinand Albin Pax. Acer tetramerum ingår i släktet lönnar, och familjen kinesträdsväxter.

## Underarter
Arten delas in i följande underarter:
- A. t. betulifolium
- A. t. dolichurum
- A. t. haopingense